# Étienne Flaubert Batangu Mpesa
Étienne Flaubert Batangu Mpesa, né le 4 novembre 1942 à Manianga dans le territoire de Luozi dans le Kongo-central, mort le 5 mars 2021 à Kinshasa de suite d'un cancer du pancréas, est un pharmacien et chercheur scientifique congolais.

## Carrière
Flaubert Batangu est depuis 1980 le fondateur et promoteur du Centre de recherche pharmaceutique de Luozi (CRPL) et de son portail web ; duquel il a demeuré à la tête d’une équipe de chercheurs pharmaciens, dont sa fille,,.

### Recherche médicale
Il est le géniteur des produits pharmaceutiques : « Manadiar » conçus pour combattre la diarrhée amibienne et « Manalaria » pour lutter contre la malaria.
En novembre 2020, Flaubert Batangu voit son produit « Manacovid », mis au point depuis mars 2020, homologué par le ministère de la Santé en République Démocratique du Congo en réponse dans le traitement de la Covid-19,. Le produit, composé à partir de plantes, est vendu à un prix exorbitant en attendant que l’État congolais prenne en charge sa distribution. Le produit n'est pas encore approuvé par l'OMS alors qu'il est proposé par le gouvernement congolais à la reconnaissance internationale,.